# Ruynes-en-Margeride

Ruynes-en-Margeride este o comună în departamentul Cantal, Franța. În 1 ianuarie 2022 avea o populație de 715 de locuitori.